# チェレ・クラ
チェレ・クラ（セルビア語: Ћеле кула、ローマ字表記：Ćele kula、発音 [tɕel̩e kula]）は、セルビアのニシュにある人間の頭蓋骨が埋め込まれた建造物。当初は塔であったが、現存するのはその一部にあたる壁である。元はトルコ語で「頭蓋骨の塔」を意味する "kelle kulesi" から転用したものであり、英語ではスカル・タワー（Skull Tower）と呼ばれ、日本語でもそのまま頭蓋骨の塔（ずがいこつのとう）とも紹介される。この塔は、19世紀初頭の第一次セルビア蜂起の中で、オスマン帝国が反乱者に対する見せしめとして切り落とした敵兵の首で建造したものであった。
1809年5月、ニシュ近郊で起こったチェガルの戦いにおいて、反乱軍指揮官ステヴァン・シンジェリッチは、オスマン帝国の大軍の前に敗れた。しかし、投降しても串刺し刑にされると考え、火薬庫に発砲することで自陣に侵入していた敵兵ごと自爆死した。戦後、ルメリア・エヤレト総督フルシド・パシャは、シンジェリッチやその部下たちの死体から首を切り落とすことを命じ、最終的にオスマン帝国はその首を使って、反乱者への見せしめのための塔を建設することを決めた。この塔は建設当時、4.5メートルの高さがあり、14列4面に952体の頭蓋骨が埋め込まれていた。
1861年、最後のニシュ総督ミドハト・パシャは、もはや塔は反乱抑止という目的を果たさず、憎しみを煽るものだとして解体を命じた。1878年にオスマン帝国が撤退すると、セルビア人らは投棄された頭蓋骨を探し、塔の一部を修復して屋根代わりのバルダッキーノ（天蓋）を設けた。さらに1892年に建物を囲うように礼拝堂を建築し、これは1894年に完成した。1948年には、当時のセルビア社会主義共和国政府が塔の残骸と礼拝堂を特別重要文化財に指定し、保護した。礼拝堂は1937年と1989年に大きな改修が行われた。
建設直後より多くの頭蓋骨は壁から外れ落ち、現代に残る壁にある頭蓋骨の数は58体である。また、シンジェリッチとされる頭蓋骨は壁の隣に置かれたガラスの展示容器に収められている。この塔の存在は、フランスのロマン派詩人アルフォンス・ド・ラマルティーヌなどによって19世紀半ばには西ヨーロッパには知られていた。多くのセルビア人から民族独立の象徴とみなされ、2009年時点で年間3万人から5万人が訪れる人気の観光スポットとなっている。

## 歴史

### オスマン帝国による建造

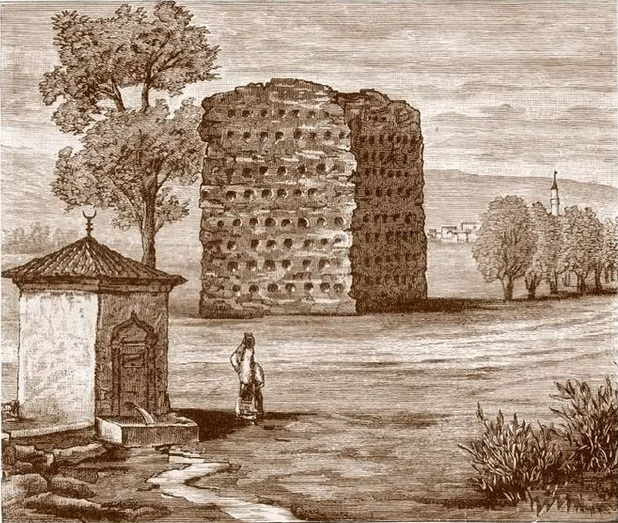
1863年に描かれたスケッチ（Felix Philipp Kanitz作）

1804年2月、セルビアにて、オスマン帝国の支配に対する大規模な反乱が起き、カラジョルジェが指導者となった（第一次セルビア蜂起）。
戦役序盤は地の利と士気に勝る反乱軍が帝国軍を破り続けて、次々と帝国拠点を落としていき、ついに1807年にはセルビア北部における帝国最後の要塞ウジツェを陥落せしめた。しかし、帝国も絶えず討伐軍を送り続け、巻き返しを図っていた。一方の反乱軍内部では派閥争いが起き始め、部隊間の連携に支障をきたす事態が生じ始めていた。
そうした状況下での1809年5月19日、ステヴァン・シンジェリッチ率いる3000名のセルビア人反乱軍は、ニシュのカメニツァ村近郊にあるチェガルの丘でオスマン軍の攻撃を受けた（チェガルの戦い）。先述の経緯から友軍の支援は望めない反乱軍に対し、数で勝る帝国軍は数千人規模の損害を出しながらも最終的には勝利し、反乱軍の陣地に流れ込んだ。ここでシンジェリッチは、敵に投降しても見せしめのために部下共々串刺し刑に処されるだろうと考え、そのまま部下や敵軍を巻き込むべく、火薬庫に発砲して自爆死した。この大爆発によって、周囲にいた者は全員死んだ。

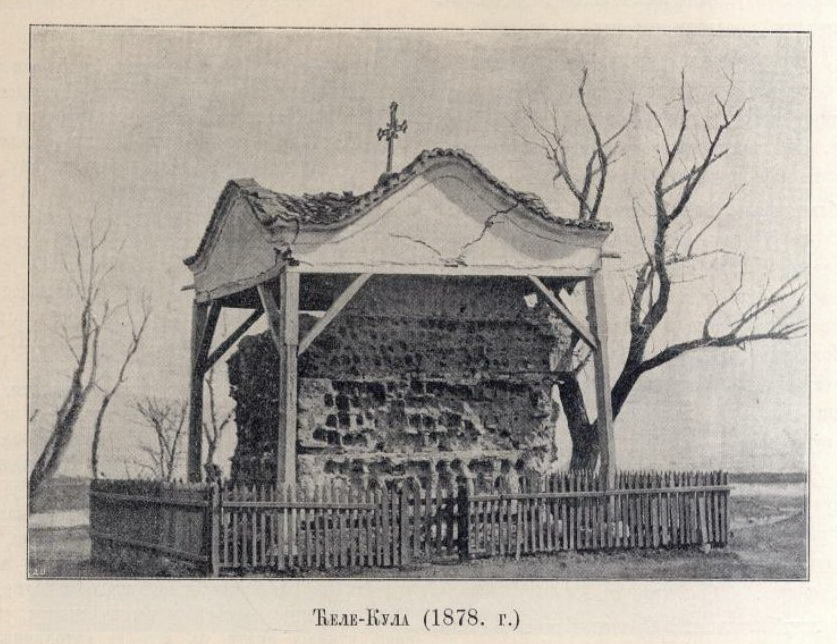
1878年の様子を描いたスケッチ。バルダッキーノ（天蓋）が設けられている。

戦後、ルメリア・エヤレト総督フルシド・パシャは、シンジェリッチとその部下たちの死体の、皮を剥ぎ取って剥製にした首を、皇帝マフムト2世に献上するよう命じた。皇帝の上覧後、首はニジェに戻され、反乱を企てる非イスラム教徒らへの見せしめとして、これら頭蓋骨を埋めた塔が建設された。
場所はイスタンブールからベオグラードへ向かう街道沿いであった。
もともとオスマン帝国は反乱者の頭蓋骨で塔を作り、敵対する者たちへの見せしめにすることで知られていた。
塔は砂と石灰岩からなり、高さは4.5メートルあった。創建当時は14列4面に952体の頭蓋骨が埋め込まれていた。
地元住人たちは、「頭蓋骨の塔」を意味するトルコ語 "kelle kulesi" にちなんでチェレ・クラ（Ћеле кула）と名付けた。
フランスのロマン派詩人アルフォンス・ド・ラマルティーヌは、1833年にニシュを通過する際に塔を訪れ、後にこの時のことを「私の目と私の心臓は、切り落とされた首が祖国独立の礎となった、その勇敢な男たちの亡骸に迎えられた」、「セルビア人たちがこの記念碑を守り通すように！　セルビアの子どもたちに民族自律の価値を教え続けるであろう、父親たちがそのために支払わなければならなかった真の代償を示すだろう」と書き残している。長く風雨に晒された頭蓋骨は、この時点で白く色あせていたという。
このド・ラマルティーヌの記述は、多くの西洋からの旅行者をニシュに惹きつけた。
イギリスの旅行作家アレクサンダー・ウィリアム・キングレイクの1849年の紀行でもチェレ・クラが言及されている。

### 解体と保護

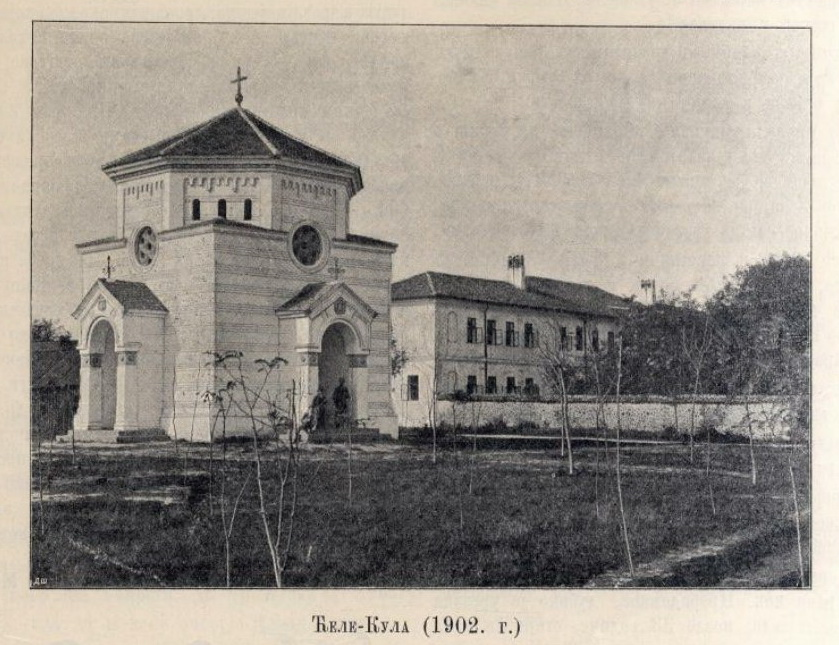
1902年時点のスケッチ。礼拝堂が設けられている。

建設直後の数年間は、多くの頭蓋骨が壁から外れて落ちた。これらは遺族が埋葬のために持ち帰ったものもあれば、旅行者が土産物として持ち去ったものもあった。
1861年、オスマン帝国の最後のニシュ総督であったミドハト・パシャは、塔の解体を命じた。
この理由として、もはや見せしめとしての反乱抑止の効果はなく、むしろオスマン帝国の残忍さを風化させず、帝国に対する恨みを増長させるだけだと判断したためであった。
この解体作業の中で、塔に残っていた頭蓋骨がすべて取り外された。
1878年の、オスマン帝国のニシュ撤退後、王立セルビア軍は行方不明となった頭蓋骨を捜索した。その結果、塔の壁の奥深くに埋め込まれていた頭蓋骨が発見され、ベオグラードの国立博物館に移送された。その後、屋根として、十字架を頂いたバルダッキーノ（天蓋）が設けられた。1883年に描かれた写実画家のĐorđe Krstićの作品によって、この時代の構造がわかるようになっている。1892年には、建築家ディミトリエ・T・レコの設計によって、塔を囲むように礼拝堂の建設が開始され、1894年に献堂された。
1904年礼拝堂近くに捧げられた銘板には「コソボ後の最初のセルビア人解放者たちに捧ぐ」と書かれている。
礼拝堂は1937年に改修され、その翌年にシンジェリッチの胸像が設けられた。1948年にはチェレ・クラと礼拝堂は、セルビア社会主義共和国政府によって特別重要文化財に指定され、保護された。1989年には礼拝堂のさらなる改修が行われた。
2023年現在で、塔の壁には58体の頭蓋骨が埋め込まれている。
また、シンジェリッチとされる頭蓋骨は、壁の隣に置かれたガラスの展示容器に収められている。

## その後

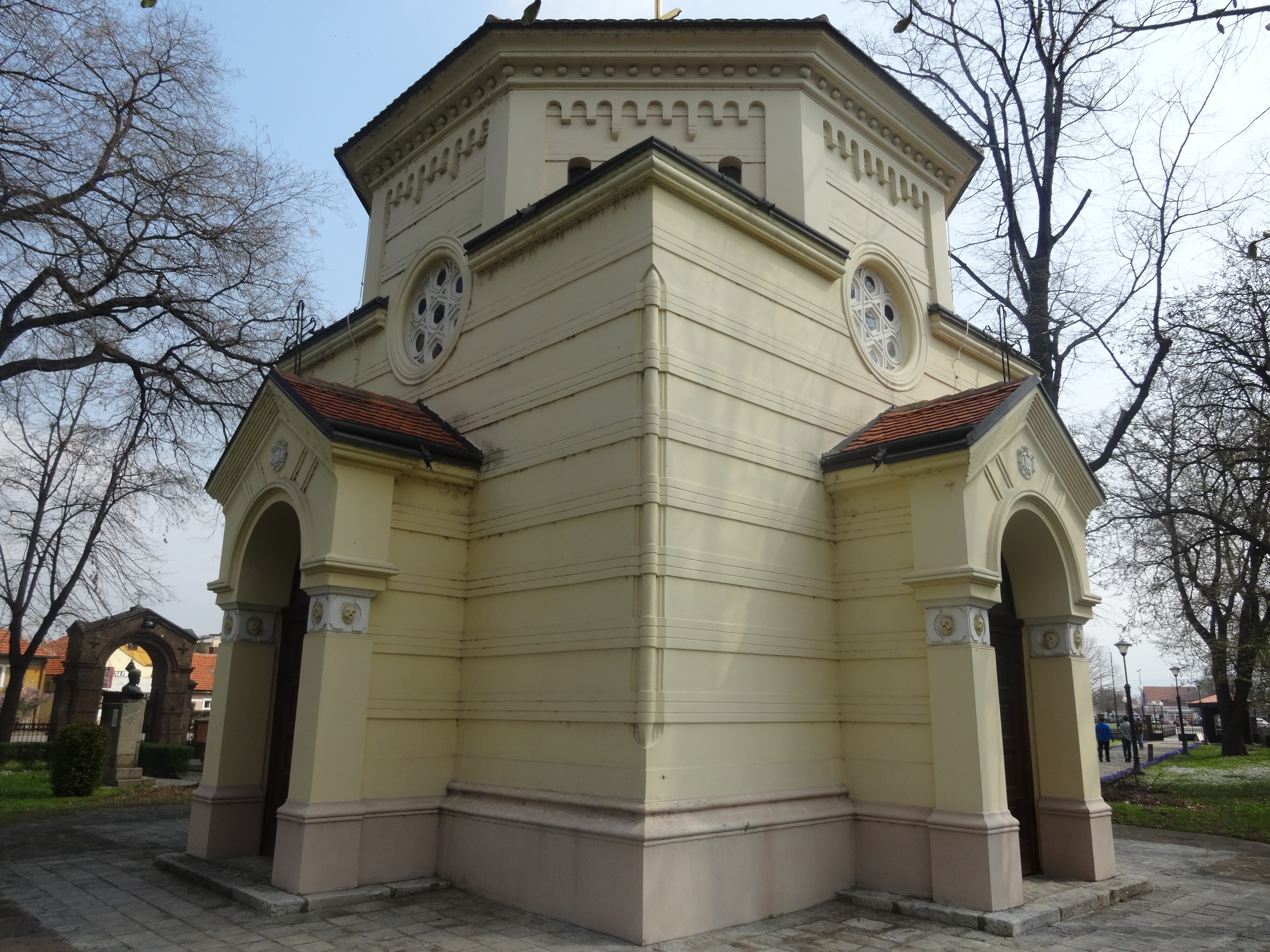
現代の礼拝堂の写真（2014年）

チェレ・クラは、セルビアにおけるオスマン帝国による支配を最も端的に表したシンボルの1つである。
政治学者のBilgesu Sümerは、「セルビアの国家アイデンティティの重要な遺産として機能し続けている」と書いている。
セルビアの内外を問わず、この場所はセルビア人からオスマン帝国に対する独立闘争の象徴とみなされている。
作られてから数世紀にわたって、この場所はセルビア人たちの巡礼の場であった。
ユーゴスラビアの崩壊前には、国内全土から数万人の児童が、この場所を訪れていた。
現代でも、この場所はセルビアで最も旅行客がやってくる観光地であり、年間3万人から5万人が訪れている。

## ギャラリー

チェレ・クラ（頭蓋骨の塔）
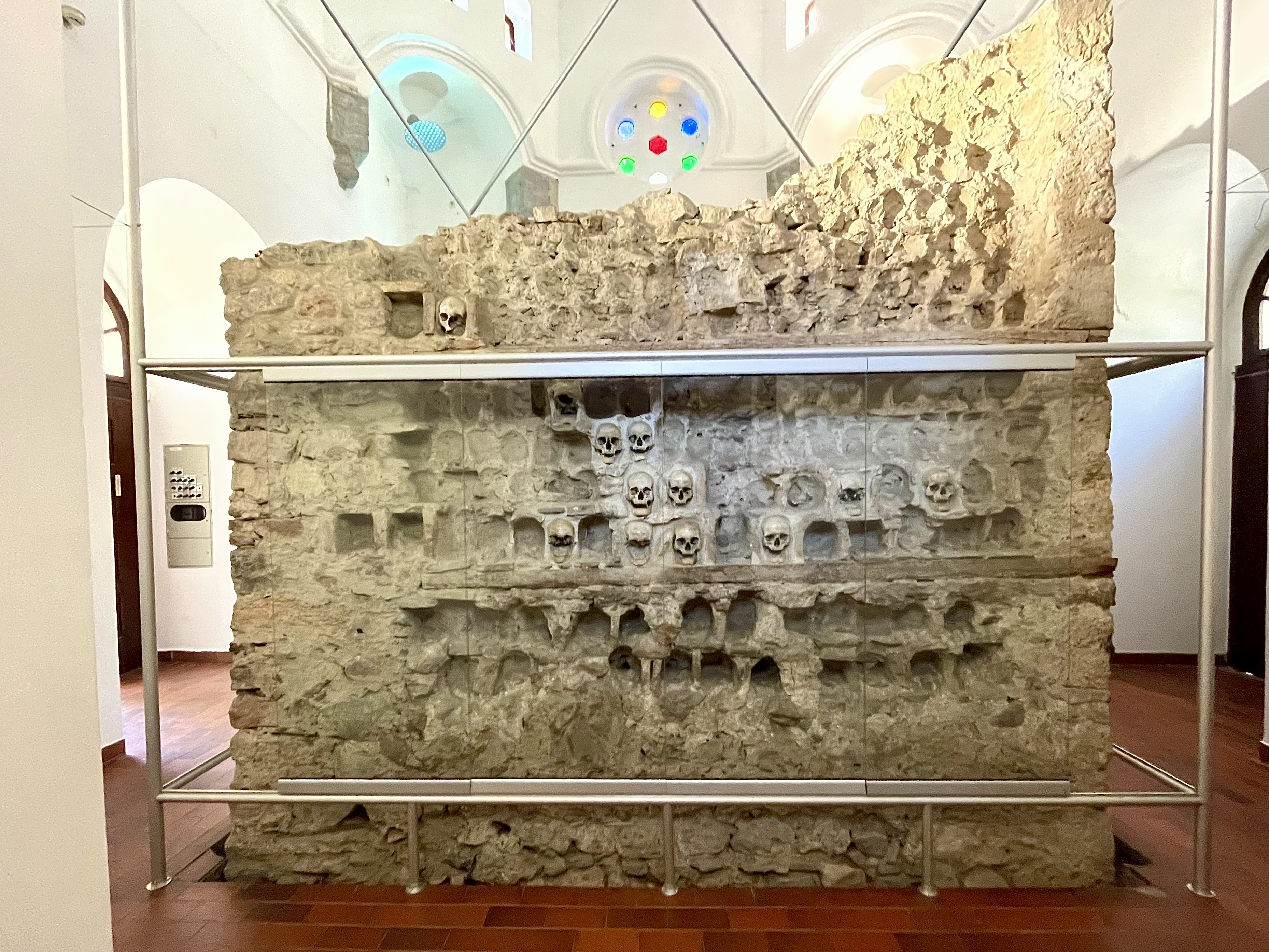
南側側面
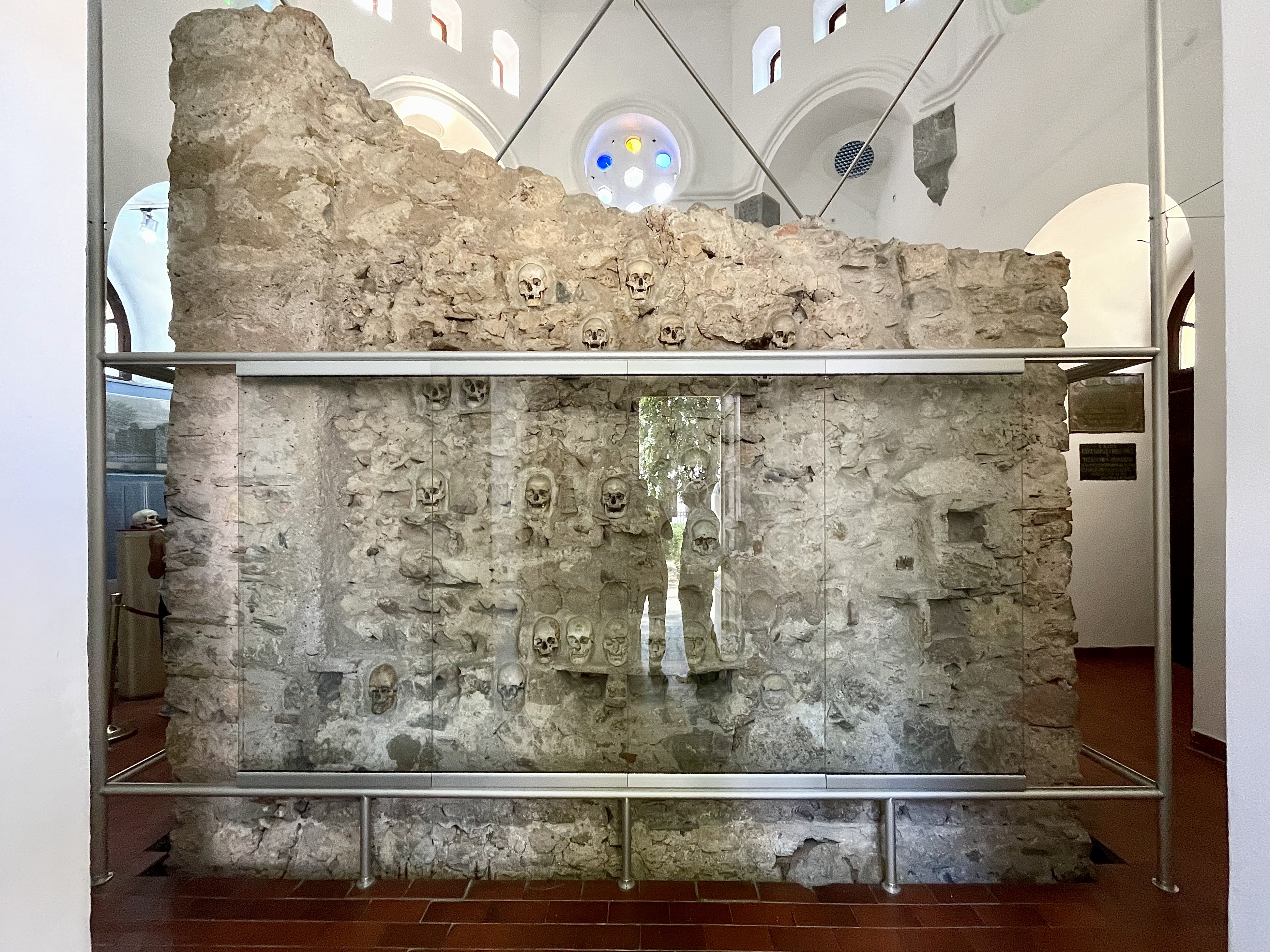
北側側面
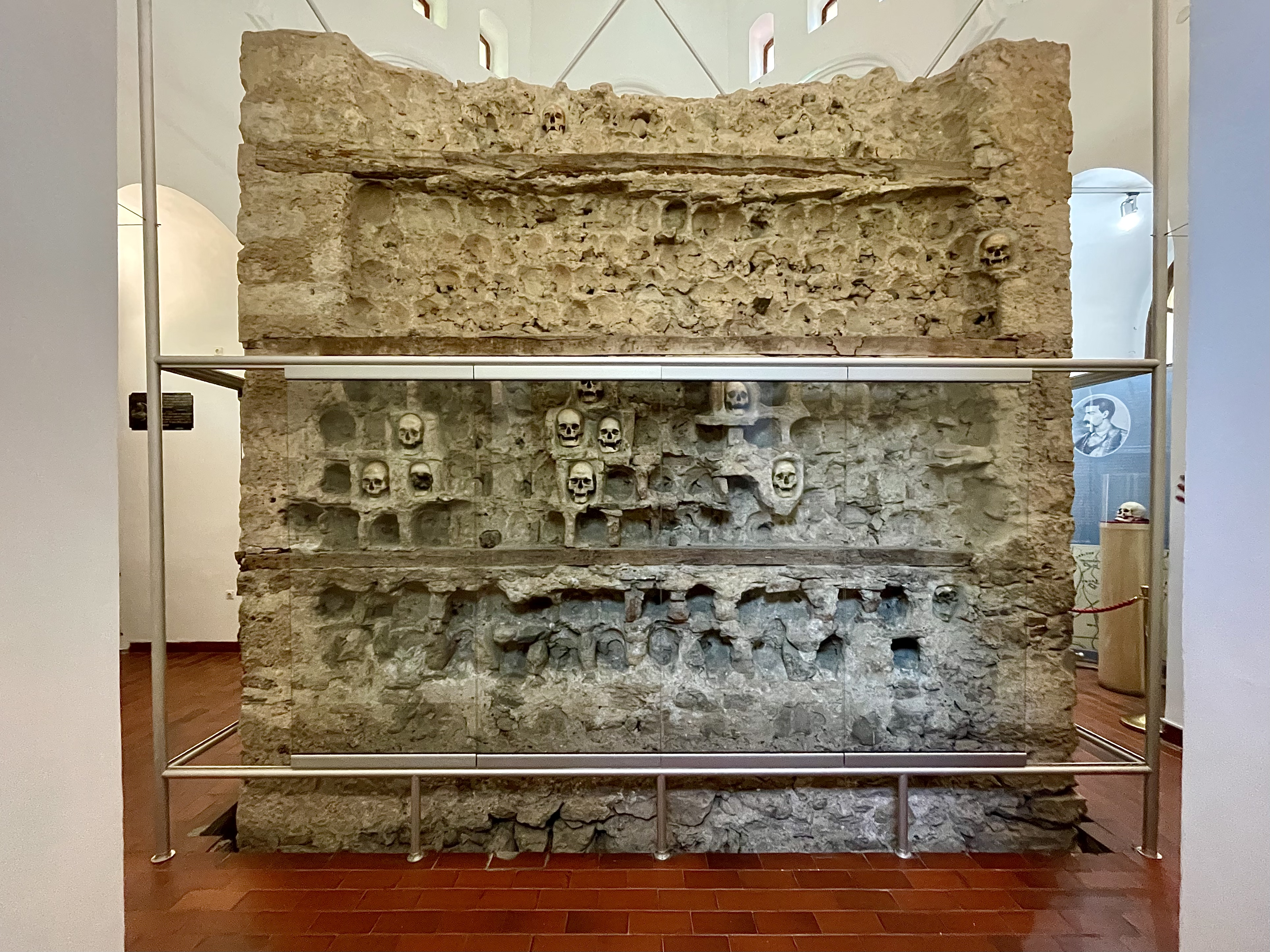
西側側面
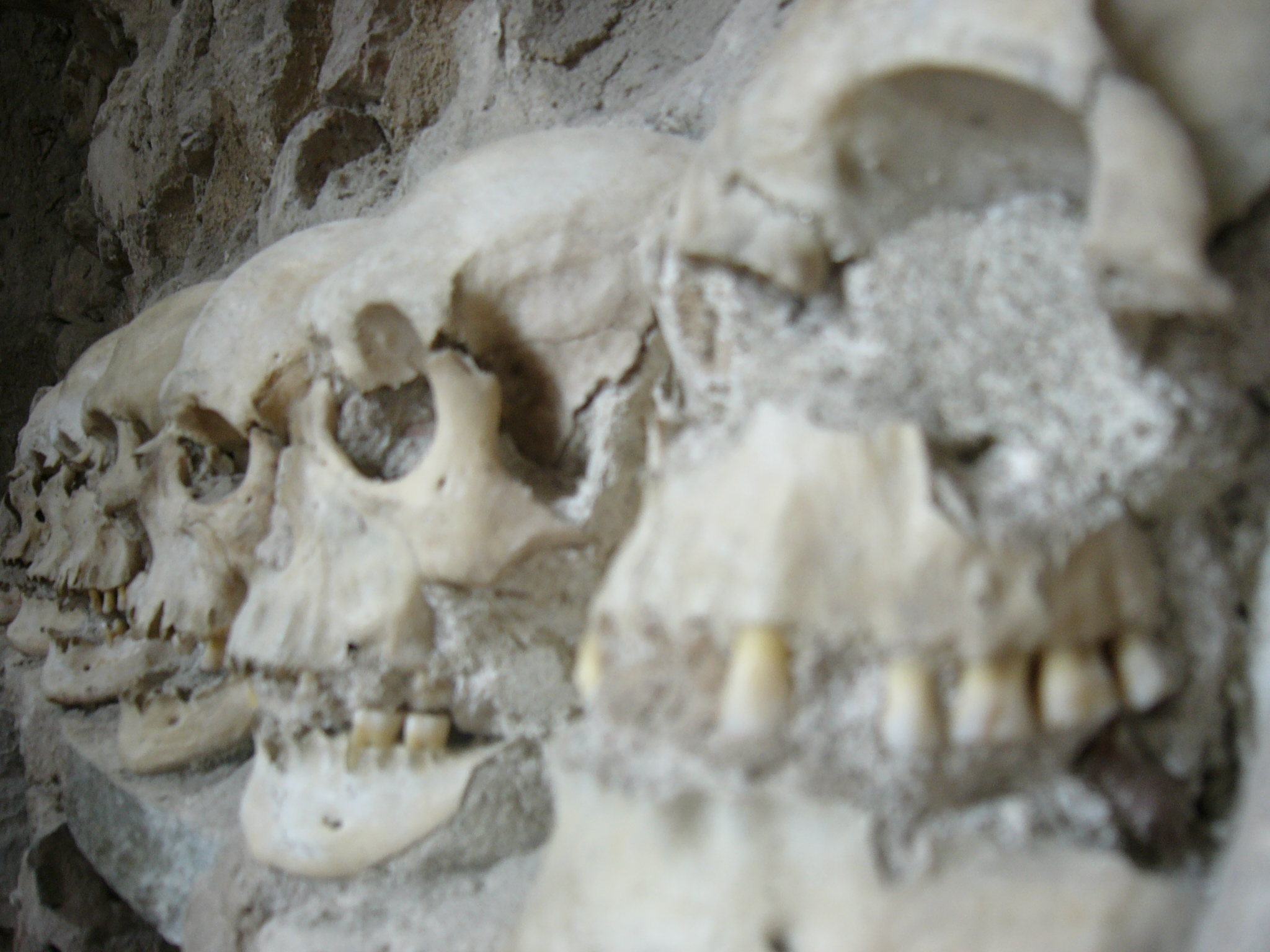
頭蓋骨の列を近傍で撮られた写真
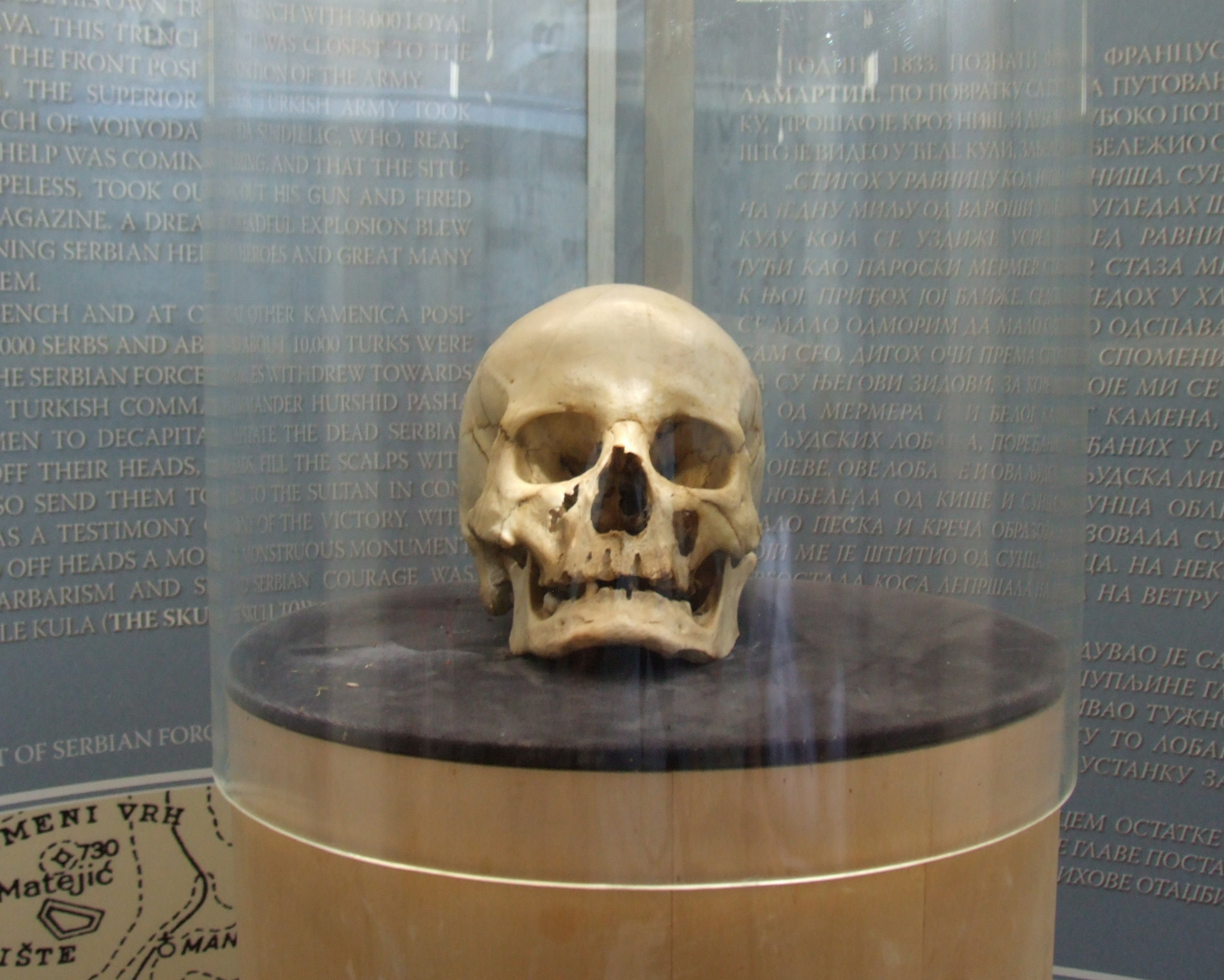
シンジェリッチとされる頭蓋骨

### 書籍
- Castellan, Georges (1992). History of the Balkans: From Mohammed the Conqueror to Stalin. Boulder, Colorado: East European Monographs. ISBN 978-0-88033-222-4
- Damnjanović, Nebojša; Merenik, Vladimir (2004). The First Serbian Uprising and the Restoration of the Serbian State. Belgrade, Serbia: Historical Museum of Serbia. ISBN 978-86-7025-371-1
- Hall, Brian (1995). Impossible Country: A Journey Through the Last Days of Yugoslavia. New York City: Penguin. ISBN 978-0-14-024923-1
- Jezernik, Božidar (2004). Wild Europe: The Balkans in the Gaze of Western Travellers. London, England: Saqi. ISBN 978-0-86356-574-8
- Judah, Tim (2000). The Serbs: History, Myth and the Destruction of Yugoslavia. New Haven, Connecticut: Yale University Press. ISBN 978-0-300-08507-5
- Lekić, Anita (1993). The Quest for Roots: The Poetry of Vasko Popa. Bern, Switzerland: Peter Lang. ISBN 978-0-820417-77-6
- Levy, Michele Frucht (2015). “From Skull Tower to Mall: Competing Victim Narratives and the Politics of Memory in the Former Yugoslavia”. In Mitroiu, Simona. Life Writing and Politics of Memory in Eastern Europe. New York City: Palgrave Macmillan. pp. 202–221. ISBN 978-1-137-48552-6
- Longinović, Tomislav (2011). Vampire Nation: Violence as Cultural Imaginary. Durham, North Carolina: Duke University Press. ISBN 978-0-8223-5039-2
- Makuljević, Nenad (2012). “Public Monuments, Memorial Churches and the Creation of Serbian National Identity in the 19th Century”. In Zimmermann, Tanja. Balkan Memories: Media Constructions of National and Transnational History. Bielefeld, Germany: transcript Verlag. pp. 33–40. ISBN 978-3-8394-1712-6
- Merrill, Christopher (2001). Only the Nails Remain: Scenes from the Balkan Wars. Lanham, Maryland: Rowman & Littlefield. ISBN 978-0-74251-686-1
- Milin, Melita (2009). “Serbian Music of the Second Half of the 20th Century: From Socialist Realism to Postmodernism”. In Romanou, Katy. Serbian and Greek Art Music: A Patch to Western Music History. Bristol, England: Intellect Books. pp. 81–96. ISBN 978-1-84150-338-7
- Pavićević, Aleksandra (2021). Funerary Practices in Serbia. Bingley, West Yorkshire: Emerald Group Publishing. ISBN 978-1-78769-179-7
- Sümer, Bilgesu (2021). “The Invisible Dimension of Institutional Violence and the Political Construction of Impunity: Necropopulism and the Averted Medicolegal Gaze”. In Ribas-Mateos, Natalia; Dunn, Timothy J.. Handbook on Human Security, Borders and Migration. Northampton, Massachusetts: Edward Elgar Publishing. pp. 137–147. ISBN 978-1-83910-890-7
- Quigley, Christine (2001). Skulls and Skeletons: Human Bone Collections and Accumulations. Jefferson, North Carolina: McFarland. ISBN 978-0-7864-1068-2
- Vucinich, Wayne S. (1982). “The Serbian Insurgents and the Russo-Turkish War of 1809–1812”. In Vucinich, Wayne S.. First Serbian Uprising, 1804–1813. New York City: Columbia University Press. pp. 141–174. ISBN 978-0-930888-15-2

### WEB
- Babović, S. (2009年7月14日). “Ćele-kula za svetsku baštinu” (Serbian). Večernje novosti 2021年4月24日閲覧。
- Garcevic, Srdjan (2016年12月19日). “Finding a Serbian Thread in the Silk Road”. Balkan Insight. 2022年11月20日閲覧。
- Kostić, Petar (2015年12月28日). “Himna slobode: 30 godina Istine i "Anđela"” (Serbian). BalkanRock. 2021年4月24日閲覧。
- “Ottoman tower tops list of buildings made with bones”. Hürriyet Daily News (2014年2月27日). 2021年4月24日閲覧。